# 잘라이성
잘라이성(베트남어: Gia Lai / 嘉萊省)은 베트남 중부 고원 지방에 위치한 성 단위 행정 구역이다. 서쪽으로 캄보디아와 국경을 접한다.

## 역사
잘라이성은 과거에는 이 지방에 오랫동안 살아왔던 자라이족, 바나르족, 참족들의 생활 터전이었다. 프랑스인들이 고원 지방에 도착하기 전에 잘라이성의 인종 집단은 사회 계층으로 이행되는 원시 사회의 마지막 단계에 있었다.
1840년대부터 프랑스 선교사들은 쯔빠흐현의 하떠이사와 오늘날의 닥도아현의 하동사의 바나르족 거주 지역에서 전교를 시작했다. 이 시기에, 프랑스인들은 점점 더 북중부 고원 지대로 선교하고 있었다. 동시에 한 집단에 의지하여 다른 집단에 반대하며, 킨족을 분할시키고, 지방에 있는 민족들을 함께 나누면서, 그 지역에서 지배할 분단 정책으로 새로운 소요를 일으키고 있었다.
19세기 말에서 20세기 초까지 프랑스는 점차 잘라이 땅에 통치 기구를 설치하였다. 많은 변화가 있은 후, 1932년 5월 24일, 중부 고원 지방에서 행정 단위를 형성하기 위해 합병, 분리가 이루어졌으며, 인도차이나 총독령으로 쁠래이꾸성이 설립되었다.
1945년 8월 혁명이 일어나기 전에, 쁠래이꾸성은 쁠래이꾸 시진, 안케현, 쁠래이끌리현, 쯔띠현, 쩨오레오현을 가지고 있었다. 1945년 이후, 혁명 정부는 잘라이성이라고 명명했다. 1946년 6월 프랑스는 잘라이성을 탈환하여 쁠래이꾸성이라고 불렀다. 특히 1946년부터 1954년까지 중앙 고원 지방 전체를 통틀어 쁠래이꾸성에서는 프랑스 정부의 통치가 있었다.

## 지리
잘라이성은 베트남 중부 고원 지방의 북쪽에 평균 해발 고도 700-800m 지점에 위치한 고원 지방이다. 잘라이성 지역의 동쪽 꽝응아이성, 빈딘성, 그리고 푸옌성과 경계를 마주하고 있다. 캄보디아의 라타나키리 주와 약 90km에 걸쳐 국경을 맞대고 있다. 남쪽으로는 닥락성과 경계를 맞대고 있으며, 성의 북쪽으로는 꼰뚬성과 경계를 맞대고 있다.
잘라이성은 4,000m가 넘는 거대한 고대 바위 토대의 한 부분에 꼰뚬 대괴에 위치해 있다. 지형은 북에서 남으로 낮고 동에서 서쪽으로 기울어져 있으며, 언덕과 고원, 계곡을 번갈아 끼고 있다. 잘라이성의 지형은 구릉지, 고원지, 계곡 지형의 3가지 주요 유형으로 나눌 수 있다. 특히 중부 고원 지방의 꼰하눙 고원과 플래이꾸 고원이라는 두 고원은 잘라이성의 중요한 지형이다. 두 번째 지형은 산악 지형으로, 주로 북쪽에 위치한 지방 자연 면적의 2/5를 차지하며, 산악 지형이 강하게 두드러져 있으며, 고지대와 같은 잘라이성의 다른 형태의 지형의 평지, 평원의 계곡도 산과 함께 산재해 있다. 세 번째 지형은 저지대로, 식량 생산에 이용된다. 저지대는 대부분 지방의 동부에 위치한다. 또한 잘라이성의 땅은 7개의 큰 유형을 포함하여 26개의 다른 유형으로 나뉜다.
이 지방은 27종의 토양으로 7개 주요 유형에 속하는 많은 모암으로 형성되어 있다. 광물 자원은 잘라이성의 중요한 경제적 잠재력으로서, 많은 종류의 광물이자, 가장 주목할 만한 것은 금, 건축자재, 보크사이트, 보석 등이 있다.
잘라이성은 풍부한 습도, 폭우, 폭풍우, 해안의 열대 몬순 지역이다. 이곳의 기후는 건기와 우기라는 두 개의 뚜렷한 계절로 나뉜다. 특히 장마는 보통 5월부터 시작해 10월에 끝난다. 건기는 내년 11월부터 4월까지다. 연평균기온은 22 - 25 0°C이다. 안남산맥 동쪽 지역은 1200~1750mm, 안남산맥 서쪽 지역은 연평균 2,200~2500mm의 강수량을 기록하고 있다. 잘라이성의 지아라이의 기후와 토양은 다양한 형태의 산업용 식물 개발, 농업, 임업용 합성의 배양 및 거래에 적합하다.

## 행정 구역

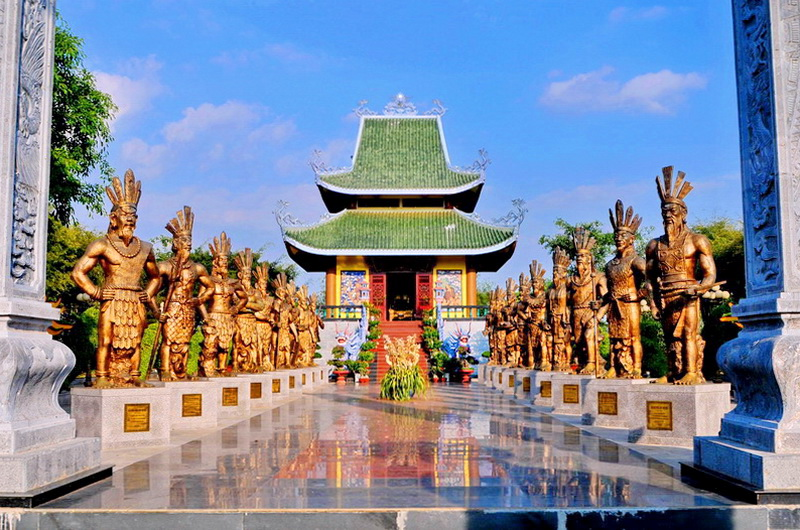
훙 사당

1개의 시, 2개의 시사, 14개의 현이 있다.

### 시
- 쁠래이꾸 시 (Pleiku / 坡離俱)

### 시사
- 안케 시사 (An Khê / 安溪)
- 아윤빠 시사 (Ayun Pa)

### 현
| 행정구역     | 베트남어           | 면적 (km2) | 하위 행정구역 | 하위 행정구역 | 하위 행정구역 |
| 행정구역     | 베트남어           | 면적 (km2) | 시진          | 싸            |               |
| ------------ | ------------------ | ---------- | ------------- | ------------- | ------------- |
| 쯔빠흐현     | Chư Păh District   | 988.66     | 2             | 13            |               |
| 쯔쁘롱현     | Chư Prông District | 1687.50    | 1             | 19            |               |
| 쯔쁘흐현     | Chư Pưh District   | 716.95     | 1             | 8             |               |
| 쯔세현       | Chư Sê District    | 642.96     | 1             | 14            |               |
| 닥도아현     | Đắk Đoa District   | 988.66     | 1             | 16            |               |
| 닥뻐현       | Đắk Pơ District    | 499.62     | 1             | 7             |               |
| 득꺼현       | Đức Cơ District    | 717.00     | 1             | 9             |               |
| 이어그라이현 | Ia Grai District   | 1157.30    | 1             | 12            |               |
| 이어빠현     | Ia Pa District     | 870.90     | 0             | 9             |               |
| 끄방현       | K'Bang District    | 1845.00    | 1             | 13            |               |
| 꽁쯔로현     | Kông Chro District | 1442.00    | 1             | 13            |               |
| 끄롱빠현     | Krông Pa District  | 1623.60    | 1             | 13            |               |
| 망양현       | Mang Yang District | 1126.10    | 1             | 11            |               |
| 푸티엔현     | Phú Thiện District | 501.91     | 1             | 9             |               |

## 인구 통계
2019년 4월 1일을 기준으로 잘라이성의 인구는 거의 1,513,847명에 달했으며, 인구밀도는 102/km2에 달했다. 인구는 균등하게 분포되어 있지 않다. 쁠래이꾸시는 전체 잘라이성 인구의 27.53%를 차지하며 최대 1662명/km2의 매우 높은 인구 밀도를 기록했다. 안케시에서는 408명/km2이고, 나머지 현과 시진은 200명 미만이다. 심지어 끄방현도 평균 인구밀도의 절반에 불과한 45명/km2의 인구 밀도를 가지고 있다. 이 중 도시 인구가 43만 8062명에 달해 지방 인구의 28.9%를 차지하고, 농촌 인구는 1,075,785명에 달하며, 인구의 71.1%를 차지한다. 남성 인구는 758,759명에 이르고, 여성은 755,258명에 이른다. 지역별, 성별 인구 자연 증가율은 1.72% 증가했다.
2009년 4월 1일을 기준으로, 베트남 통계청에 따르면 잘라이성은 38개의 민족과 외국인이 살고 있다. 킨족이 713,403명으로 가장 많은 비중을 차지하고 있고, 자라이족이 372,302명, 바나르족이 150,416명, 따이족이 10,107명, 눙족이 10,045명, 므엉족이 6,133명, 타이족이 3,584명, 자오족이 4,420명 등이다.
2019년 4월 1일 기준, 잘라이성의 종교는 427,566명을 차지하는 10개의 다른 종교를 가지고 있다. 그 중 가장 많은 종교는 카톨릭으로 166,996명, 개신교는 142,220명, 3위는 115,229명의 불교다. 까오다이교는 2,971명, 바하이교와 같은 다른 종교가 59명, 호아하오교는 41명, 헤우응이어도(好義道)는 23명, 민리도가 18명, 베트남 순수불교는 5명, 최소 4명의 이슬람교도들을 가지고 있다.

## 교통

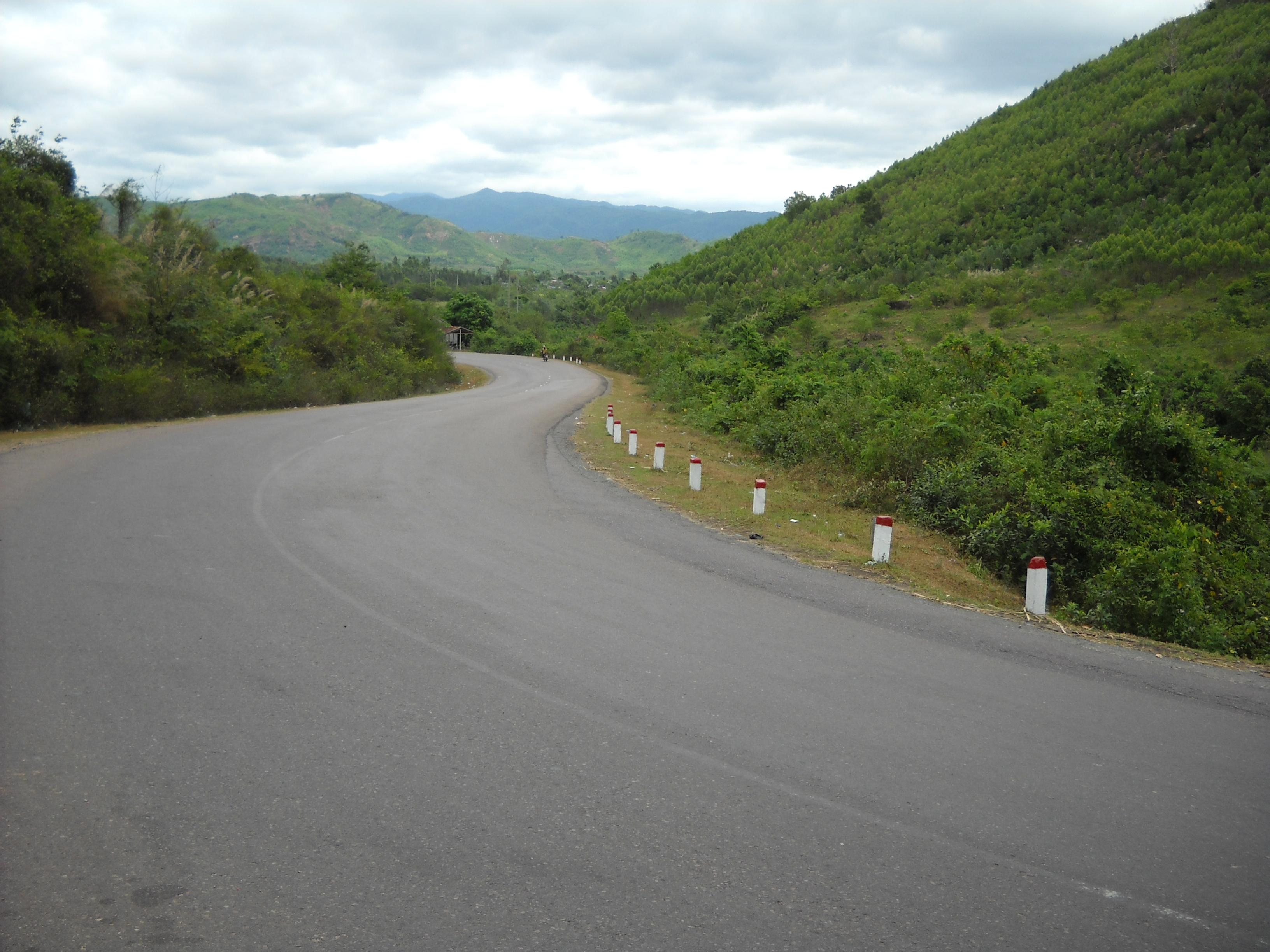
안케 고개

잘라이성의 교통은 도로뿐만 아니라 항공로도 상당히 편리하다. 그 지방은 닥락성과 꼰뚬성을 연결하는 14번 국도를 가지고 있다, 특히 호찌민시는 잘라이성에서 국가의 주요 경제 및 정치적 중심지까지의 거리를 줄였다. 19번 국도는 꾸이년시, 빈딘성을 연결하며, 25번 국도는 뚜이호아성, 푸옌성을 연결한다. 또한, 잘라이성의 쁠래이꾸 공항은 쁠래이꾸와 대도시를 연결하는 노선으로 다낭, 하노이, 호찌민시, 하이퐁이 있다.

## 관광

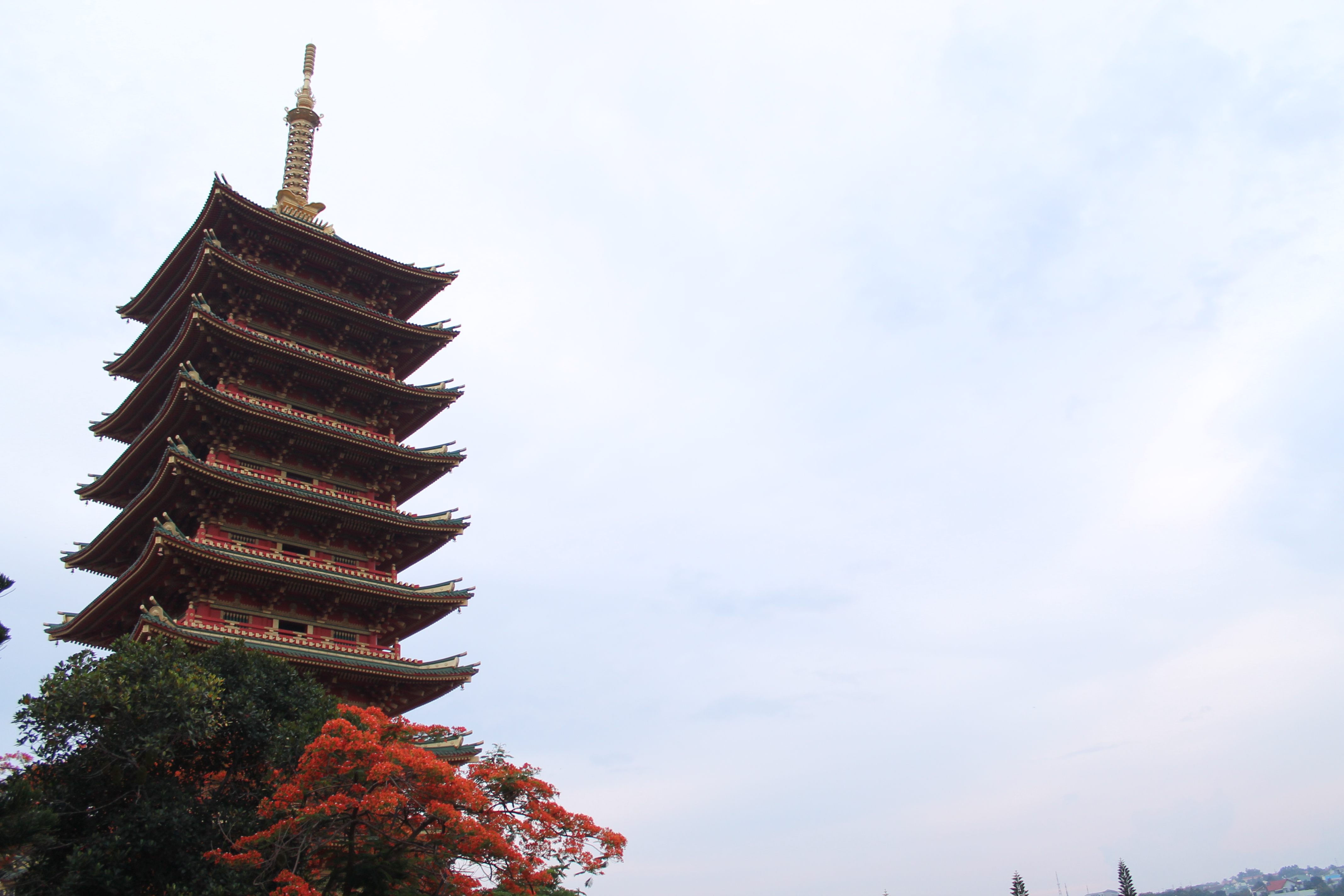
민타인사

잘라이성의 관광 잠재력은 자연경관과 인공경관이 많은 높은 산들로 매우 다양하고 다양하다. 이곳의 원시림은 민타인사(쁠래이꾸시) 외에도 풍성한 동식물계, 많은 급류, 하천과 호수가 유명하다. 망양천국문, 함롱봉 등 많은 구릉과 산들이 있다. 인공적인 풍경은 고무, 차, 커피로 이루어진 광대한 숲을 가지고 있다. 숲길과 결합하여 강에서 보트타기, 숲을 통과하는 코끼리 타기 등이 있다.
또한 잘라이성은 주로 공동 주택, 기둥 주택, 무덤, 전통 축제, 의복, 악기 등의 건축을 통해 표현되는 자라이족과 바나르족을 중심으로 소수민족들의 오랜 문화를 지니고 있다.
공, 단다, 끄니, 끌롱뿟, 궁, 쭝, 알랄과 같은 소수 민족들의 전형적인 악기들, 버팔로 축제, 햅쌀 축제 등의 축제들이 있다. 게다가, 이 지방에는 와인, 쌀 - 찹쌀 와인, 말린 포, 그리고 유명한 조각상이 있다.

## 스포츠
- 호앙아인 잘라이 FC